# Paleis van Chapultepec

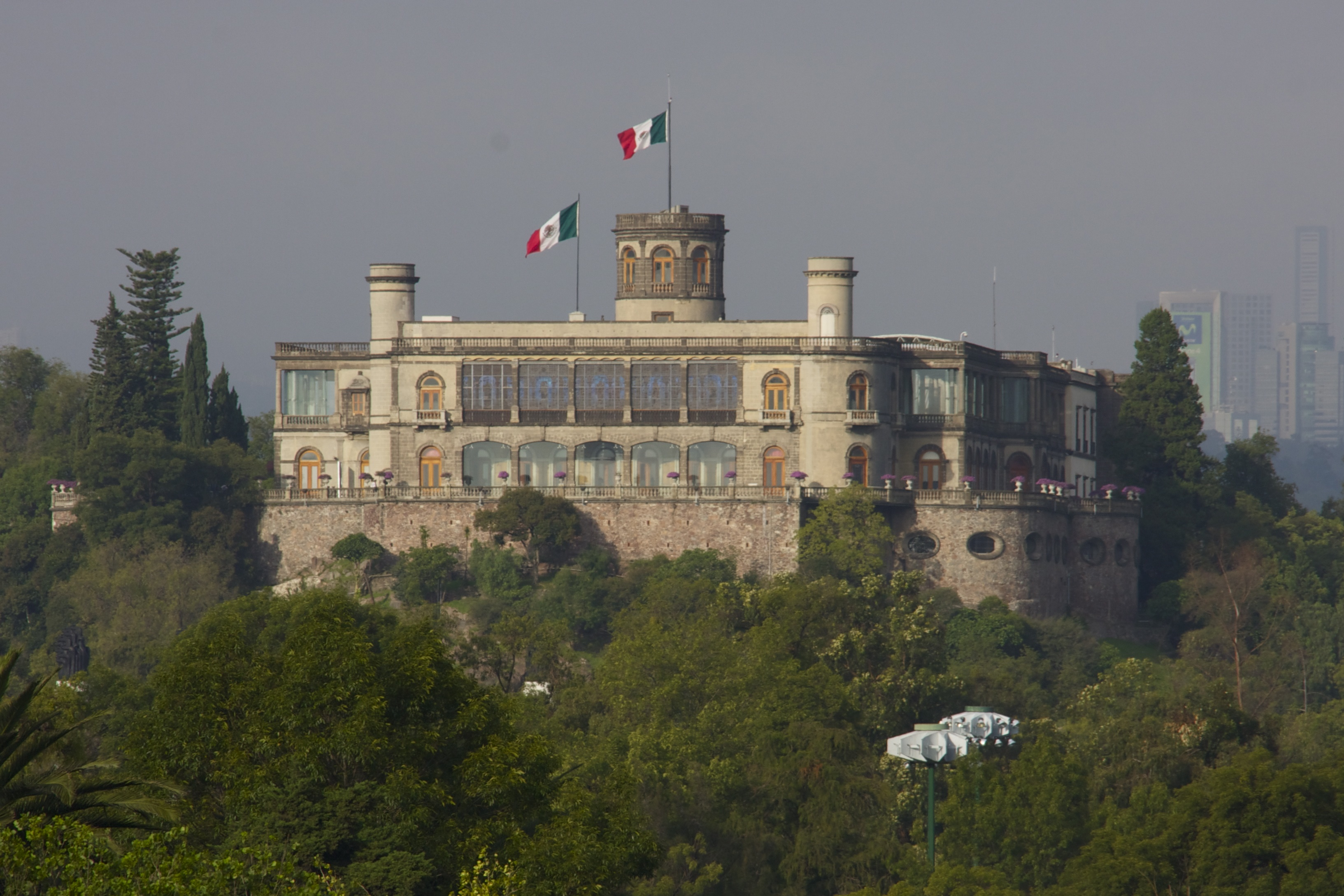
Oostzijde van het paleis van Chapultepec

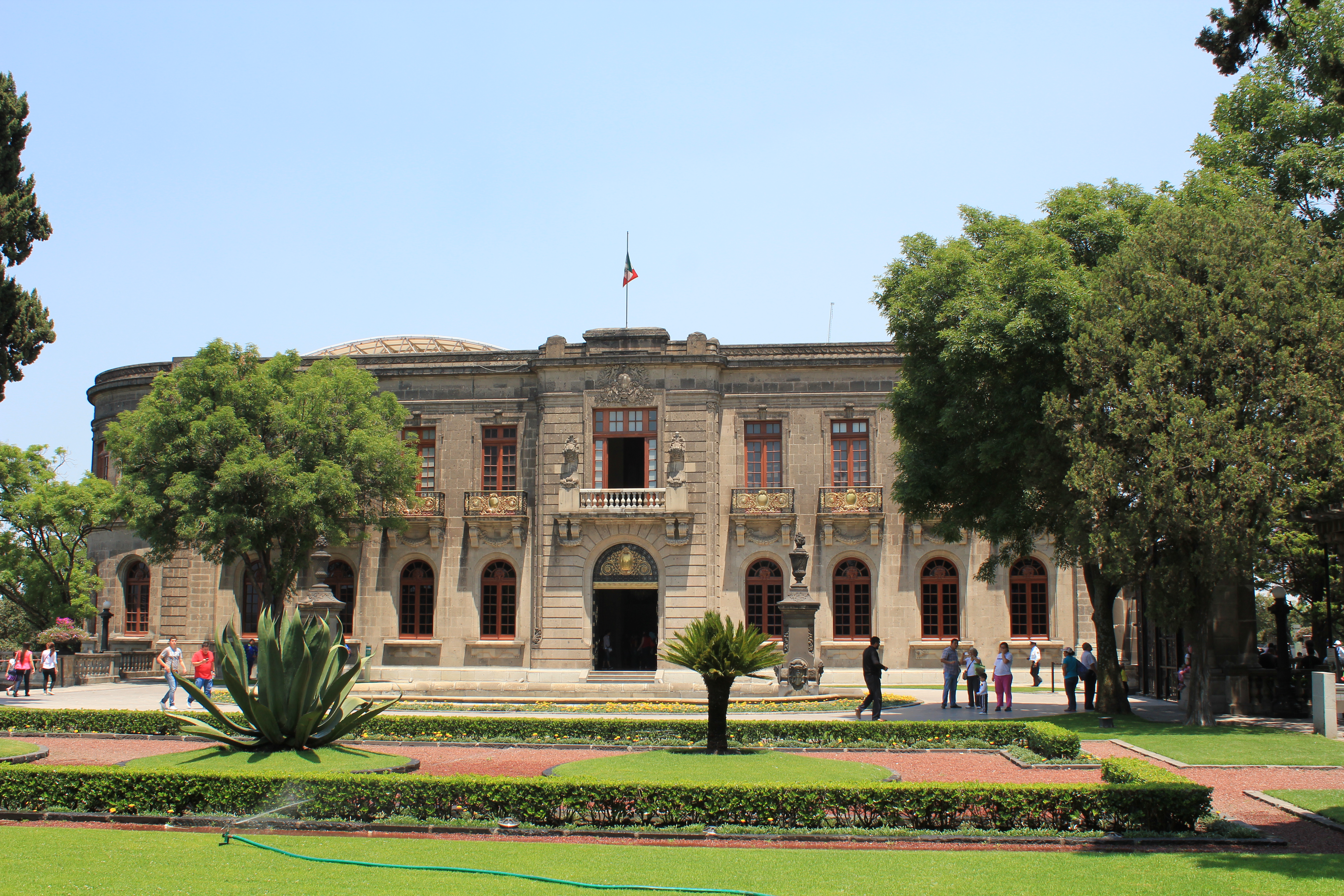
Vleugel aan het park

Het paleis van Chapultepec (Spaans: Castillo de Chapultepec of Palacio de Chapultepec) ligt op de heuvel Chapultepec in de gemeente Miguel Hidalgo in het westen van Mexico-Stad. Het is een vicekoninklijke, keizerlijke en presidentiële residentie geweest, en herbergt sinds 1944 het Nationaal Historisch Museum.

## Geschiedenis
De bouwheer was vicekoning Bernardo de Gálvez (1785-1786). Na de onafhankelijkheid van Mexico werd het gebouw gebruikt als kazerne. Dramatische gebeurtenissen speelden zich er af tijdens de Slag bij Chapultepec (1847) in de Mexicaans-Amerikaanse Oorlog. De Niños Héroes kwamen bij die slag om het leven en het Bataljon van Sint-Patrick werd er geëxecuteerd.
Onder het Tweede Mexicaanse Keizerrijk diende het als paleis van keizer Maximiliaan van Mexico (1864-1867) en keizerin Charlotte. Maximiliaan liet het paleis uitbouwen met een Alcázar in neoklassieke stijl. Het oudere deel van het paleis is in barokke stijl gebouwd.
President Porfirio Díaz (1872-1880/1884-1911) nam na zijn machtsovername zijn intrek in Chapultepec. Het bleef het presidentieel paleis tot Lázaro Cárdenas (1934-1940) het in 1935 verruilde voor het bescheidenere Los Pinos. Tegenwoordig doet het paleis dienst als Nationaal Historisch Museum.
In 1992 werd hier de Vrede van Chapultepec getekend, waarmee een einde kwam aan de burgeroorlog in El Salvador.